# Carland Cross (personnage)
Pour les articles homonymes, voir Carland Cross et Cross.
 (avril 2018).
Carland Cross est un personnage de fiction britannique créé et dessiné en 1989 par deux belges, Michel Oleffe et Olivier Grenson. Carland Cross, apparu la première fois en bande dessinée dans le tome 1 : Le Golem en 1990 et en dessin animé en 1996, où il a eu plus de succès. 

## Description

### Physique
Cross est d'une grande taille, stature moyenne et sobre d'élégance. Son âge n'est pas révélé dans les bandes dessinées et de séries d'animation, mais nous supposons qu'il a la quarantaine, bien que ces aventures se déroulent au début et jusqu'à la fin des années 1930. Son pâle faciès peu démonstratif, flegmatique, patibulaire est reconnu par son éternel froncement des sourcils, des yeux bleus, les favoris et des cheveux noir foncé avec une mèche de cheveux sur le côté droit de son front. Il porte un costume bleu foncé, gilet noir, chemise blanche, cravate bleue et des souliers noirs avec guêtres blanches. Bien qu'il ne soit pas très courageux, il peut se révéler particulièrement téméraire lorsque la vie de ses amis et collaborateurs est en péril.

### Personnalité
Dans la bande dessinée et le dessin animé, Carland Cross est décrit comme calme, généreux, honnête, intelligent, méthodique, pragmatique et talentueux. Cross utilise l'argent gagné au cours de ces enquêtes pour soulager les misères de ses contemporains.
Même si cet homme solitaire et ténébreux est sensible à la souffrance des autres, épris de justice et d’équité, il s'avère être aussi un personnage peu flatteur de nature antipathique, arrogant, glacial, morose, sinistre, distant, quelque peu hostile et généralement taciturne dans la série télévisée.
Il est toujours à pourfendre l'injustice, il en était venu à négliger les simples sentiments humains, il est misogyne et les femmes lui étaient indifférentes, sauf pour les femmes criminelles et madame Simpson.
Il peut être en effet considéré plus un antihéros que héros par rapport à son caractère, de plus dans les deux cas (en bande dessinée et la série), il lui est arrivé de tuer des ennemis par balles ou de pousser dans le vide. Par ailleurs, ces collaborateurs en danger peuvent également le préoccuper plus que tout.

### Méthodes
Selon Andy White, son unique élève :
« Il dénouait le mystère avec une intelligence et une intuition exceptionnelles. Il connaissait les sciences, avait lu plusieurs livres et parle couramment plusieurs langues, même les plus rares.
Il comprenait tout avant les policiers et c'est pour cela que Scotland Yard faisait le plus souvent appel à lui qu'en toute dernière extrémité et comme à son habitude se taisait et gardait son sang froid même devant des scènes de meurtre les plus horribles. »

### Famille
Carland Cross est le fils de Brian George Cross (Lord Duvendon), officier dans l’Armée des Indes et de Millicent Mitchell. Il ne voit ses parents que pendant les vacances. Il semblerait qu'il soit fils unique.

### Influence
Grâce au succès de la bande dessinée, le bar anglais d'un grand hôtel de Bruxelles porte le nom du personnage depuis 1995.

### Bande dessinée
- Carland Cross (bande dessinée)
- Les Nouvelles Aventures de Carland Cross

### Séries animées
- Carland Cross (série télévisée d'animation), diffusé à partir de 1996